# 風が見える瞳のままで
『風が見える瞳のままで』（かぜがみえるひとみのままで）は、BLOWの2枚目のアルバム。

## 内容
前作『くちづけだけじゃ君に伝えられない』に続き、全曲を沢村大和作詞・鈴木英利編曲で統一した。

## 批評
『CDジャーナル』は「どのパートをとってもその王道を行っている」と評した。

## 収録曲
1. そばにいてほしい 君にいてほしい
2. 傷だらけの天使
3. もう離さない
4. 風が見える瞳のままで
5. RAINY BLUE
6. 君に逢いたくて
7. ジレンマ
8. J's POWER
9. 眠らない 眠れない
10. 静かな時の中で

作詞：沢村大和　編曲：鈴木英利
作曲：野中則夫(#1, 4 - 8)、鈴木英利(#2, 9, 10)、沢村大和(#3)